# لوکا آنتونلی
لوکا آنتونلی (ایتالیایی: Luca Antonelli؛ زادهٔ ۱۱ فوریهٔ ۱۹۸۷) بازیکن فوتبال اهل ایتالیا است که از سال ۲۰۱۰ میلادی عضو تیم ملی فوتبال ایتالیا بوده و در ۱۳ بازی ملی حضور داشته‌است. او در بازی‌های ملی‌اش گلی به ثمر نرساند. او در سال ۲۰۱۵ به باشگاه آث میلان بازگشت و هم‌اکنون برای تیم ملی ایتالیا نیز بازی می‌کند.